# Про Федота-стрельца, удалого молодца
«Про Федо́та-стрельца́, удало́го молодца́» — пьеса (сказка в стихах), являющаяся наиболее известным поэтическим произведением Леонида Филатова, написанная по мотивам русской народной сказки «Пойди туда — не знаю куда, принеси то — не знаю что» из сборника Александра Афанасьева «Народные русские сказки». Впервые пьеса была опубликована в
1987 году в журнале «Юность» № 3. Сразу обрела популярность, а использование сказочных персонажей в сочетании с яркой речью Филатова и жёсткими сатирическими замечаниями способствовало успеху.
Телеверсия монолога с Филатовым (он читал эту сказку по ролям) показывалась на советском телевидении в 1991 году. Около 5 минут было вырезано, а некоторые выражения были заменены как неугодные для власти. Сейчас на просторах Интернета можно найти только оригинальную версию сказки в исполнении Филатова.
В шутливом интервью Филатов объяснил, почему он сочинил пьесу:

В нашей пишущей стране

Пишут даже на стене.

Вот и мне пришла охота

Быть со всеми наравне!

Это произведение, которое Филатов посвятил своей жене Нине Шацкой, стало настоящей народной сказкой и разошлось крылатыми фразами.

## Действующие лица
- Скоморох-потешник
- Федот
- Маруся
- Царь
- Царевна
- Нянька
- Генерал
- Баба-Яга
- Голос (То-Чаво-Не-Может-Быть)
- Тит Кузьмич и Фрол Фомич — два дюжих молодца
- Послы
- Стража
- Свита
- Народ

Количество героев в пьесе совпадает с фольклорными сказками из сборника Афанасьева, но функции персонажей изменились.

## Герои и сюжет
Сюжет произведения традиционен для многих русских народных сказок: царь, желая извести стрельца и жениться на его супруге, придумывает для главного героя испытания. Последнее из этих испытаний — добыть «то, чаво на белом свете вообче не может быть». Решение удачливым героем этой сложной задачи приводит царя к потере престола.
Традиционные герои произведения — царь, комендант (генерал у Филатова), Федот-стрелец, его жена (Маруся), Баба-Яга, молодцы-помощники (Тит Кузьмич и Фрол Фомич) и сват Наум (Голос или То-Чаво-Не-Может-Быть). В дополнение к героям первоисточника Леонид Филатов добавил в повествование царевну и няньку, а также второстепенных персонажей — иностранных послов. Характеры персонажей весьма разнообразны:
- Тит Кузьмич и Фрол Фомич — два мужика-помощника, которые выполняют все поручения Маруси, причём быстро и качественно:

Не извольте сумлеваться,

Чай, оно не в первый раз!

- Царь — старый интриган, ловелас и самодур, пытающийся ухлёстывать за молодой женой Федота.
- Нянька — умная ворчунья и скупердяйка.
- Царевна — юная капризная девочка-невеста, желающая выйти замуж не за посла-урода, а за простолюдина Федота.
- Генерал — исполнительный дурак.
- Баба-Яга — подленькая мошенница и колдунья.
- Многочисленные иностранные послы — фанатичные обжоры, независимо от их национальности.
- То-Чаво-На-Белом-Свете-Вообче-Не-Может-Быть — безынициативный наивный добряк, не имеющий собственного тела:

Я бы рад, да мой портрет

Для меня и то секрет!

Сам порою сумлеваюсь,

То ли есть я, то ли нет!..<…>

Есть еда, да нечем есть,

Есть табак, да нечем нюхать,

Есть скамья, да нечем сесть!..<…>

Думал было удавиться,

Дак опять же — шеи нет!

- Маруся — услужливая и хитрая жена:

Буду шить, стирать, варить,

За обиды не корить,

И играть тебе на скрипке,

И клопов тебе морить.

- Федот — герой, знающий себе цену:

Нешто я да не пойму

При моём-то при уму?..

Чай, не лаптем щи хлебаю,

Сображаю, что к чему.

Более гротескно выглядит «дурак»-рассказчик, который предвосхищает все возможные обвинения:

Изловить бы дурака

да отвесить тумака,

ан нельзя никак:

ведь рассказчик-то — дурак!

А у нас спокон веков

нет суда на дураков!..

### Сюжет
Стрелец Федот служит царю. Однажды царь посылает его на охоту и приказывает ему предоставить дичь для того, чтобы царь смог пообедать с английским послом. Но Федоту не везёт: ему не попадается ни одной птицы или животного. Когда он собирается подстрелить голубицу, она заговаривает с ним и убеждает его взять её к себе.
Дома голубица превращается в девицу Марусю. Она говорит, что отныне станет законной женой Федота. Главный герой рад стать её мужем, но его тяготит неудачная охота, из-за которой царь обязательно казнит его. Маруся вызывает двух дюжих молодцев, Тита Кузьмича и Фрола Фомича, которые могут сделать всё, что она прикажет. Благодаря им на царском столе появляются яства.
Во время пира царь налаживает дипломатию с английским послом, надеясь, что тот женится на его дочери. Он считает её недостаточно привлекательной внешне, чтобы заинтересовать претендентов на её руку, и готов выдать её за любого. Старая нянька возражает, говоря, что все иностранные послы слишком уж прожорливы и жадны до чужого, а когда царь упрекает её в том, что она исподтишка портит послам настроение, нянька только напоминает об их ненасытности.
Царевна тоже не рада тому, что её отец приглашает во дворец слишком много «женихов», и хочет выйти замуж за Федота — только его она любит по-настоящему. Царь сердится и запрещает ей даже думать об этом.
После обеда к царю приходит генерал и рассказывает о красивой жене Федота. Царь начинает планировать, как избавиться от стрельца и жениться на Марусе. Он приказывает генералу найти для Федота невыполнимое задание, чтобы его можно было казнить за это самое невыполнение. Тогда Маруся станет вдовой, и царь спокойно за неё посватается.
Генерал, ничего не придумав, идёт в лес, где живёт Баба-Яга, и просит у неё совета. С помощью своего волшебства Яга находит способ: царь должен приказать Федоту добыть к завтрашнему дню «шитый золотом ковёр, чтоб на ём была видна, как на карте, вся страна».
Царь велит Федоту найти такой ковёр, и последний приходит в уныние. Но Маруся и её помощники решают эту проблему, и утром Федот приходит во дворец с ковром.
Хотя царь и пытается казаться удовлетворённым, на самом деле он недоволен. Он снова зовёт генерала, угрожая ему наказанием, если он не придумает новое задание.
Генерал возвращается к Бабе-Яге, и она даёт ему очередной совет. На этот раз царь приказывает Федоту найти оленя с золотыми рогами, который, как считается, вообще не существует.
Маруся и её помощники помогают Федоту выполнить и этот приказ.
Царь в очередной раз требует новое задание с генерала, а генерал заставляет Бабу-Ягу дать ему новый совет, и она в итоге приходит к поручению, которое точно будет невыполнимым. Оно заключается в том, чтобы Федот нашёл «То-Чаво-На-Белом-Свете-Вообче-Не-Может-Быть». Даже Тит Кузьмич и Фрол Фомич не в состоянии выполнить просьбу Маруси. Тогда Федот сам отправляется на поиски, а Маруся остаётся ждать его дома.
Генерал доносит царю, что Федот покинул жену, и царь собирается к ней с предложением сыграть свадьбу. Он приказывает няньке привести его внешность в порядок, и она недовольна тем, что он слишком стар для того, чтобы жениться, да ещё и на чужой жене.
Царь требует поддержки от генерала, который неуклюже хвалит его. Предупредив няньку, что ей «шпионить и вредить» не следует, царь едет к Марусе и говорит ей, что Федот уехал по его приказу и вряд ли возвратится домой. Но Маруся отказывает ему в сватовстве, несмотря на все угрозы, превращается в голубицу и улетает.
Тем временем Федот целый год путешествует по свету в поисках Того-Чаво-Не-Может-Быть, но никак его не находит. Он решает съездить в Америку, но его корабль попадает в бурю, и Федот оказывается на необитаемом острове Буяне. Его единственный обитатель — бестелесный голос.
Это могущественное существо, которое способно сделать всё, но ему самому уже невмоготу быть невидимым:

Так устал за тыщу лет,

Что не в радость белый свет.

Думал было удавиться,

Дак опять же — шеи нет!

Федот понимает, что нашёл То-Чаво-Не-Может-Быть, и просит голос присоединиться к нему на обратном пути в Россию. То-Чаво-Не-Может-Быть соглашается, ведь он просто мечтает расстаться с бесконечным одиночеством.
Тем временем царь знакомит свою дочь с ещё одним женихом — послом людоедского племени. Нянька приходит в ужас от его манер, а точнее, от их отсутствия и от его внешнего вида. Посол ест всё, что увидит, не носит ничего, кроме бус, и, по мнению царевны, «и так-то неказистый, дак ещё и людоед». Она отказывается выходить за кого-либо, кроме Федота.
Царь теряет терпение и заявляет, что Федот отправился в путешествие, где и утонул в океане, а значит, ему и супруга теперь не нужна. Царевна от обиды объявляет довольно забавную голодовку и грозится умереть от истощения.
После возвращения домой Федот обнаруживает, что его дом пришёл в запустение, и беспокоится, не произошло ли чего плохого. Маруся сидит под карнизом в облике голубицы, но при муже снова превращается в человека и рассказывает обо всех происках царя, в частности, о его намерениях жениться на ней в отсутствие Федота.
Федот, обуянный справедливым гневом, созывает народ, чтобы отомстить царю за несправедливость. Бунт превращается в целое восстание, и царь сначала пытается оправдаться, но потом винит во всём генерала. Тот обвиняет Бабу-Ягу, а она — этих двоих. Федот объявляет, что их за все злодеяния отправят в изгнание на остров Буян.
Царевна признаётся Федоту в любви, но он отказывает ей, объясняя, что он уже женат. Царевна, сначала попытавшись добиться своего силой как «царёва дочь», смиряется и просит его помочь ей найти жениха, который будет точь-в-точь похож на Федота. Всё заканчивается пиром, устроенным по просьбе Федота Тем-Чаво-Не-Может-Быть.

## Лексические особенности
Пьеса написана в стиле русских народных сказок. Однако же для комического эффекта в текст были введены и современные слова:
- - Некоторые из них в «просторечной» форме, например: «сольфеджию учи» (царь), «я вообче на билютне» (Баба-Яга)), «лишь бы только в коллефтив» (То-Чаво-Не-Может-Быть), «он в каком-нибудь Гонконге жрёт какой-нибудь гриб-фрут» (царь).
  - Форма некоторых слов обычная, например: «аль в салате по-милански не хватает трюфелей?» (Маруся), «Али швед под Петербургом? Али турок под Москвой?» (Баба-Яга), «цельный ткацкий комбинат» (царь)[5].

Авторская речь в пьесе написана двух- и трёхстопным дольником, причём стилизована под раёшник. В репликах персонажей преобладает четырёхстопный хорей, а схема рифмовки — aaBa, что ближе к частушкам.

## Постановки и экранизации

Телеспектакль «Про Федота-стрельца, удалого молодца» в исполнении Леонида Филатова.

По этому произведению поставлено множество спектаклей в различных театрах России и СНГ, а также сняты фильмы. В 1988 году вышел телеспектакль «Про Федота-стрельца, удалого молодца», в котором снялся Леонид Филатов в жанре театра одного актёра.
В 2002 году выпущен концерном «Группа Союз» аудиоспектакль в рамках проекта «Театр Леонида Филатова». Эта редкая аудиоверсия в прочтении актёров театра и кино была издана ещё в 1988 году (режиссёр Алексей Горовацкий), но оставалась неизвестна большинству слушателей. Особенностью постановки является то, что в ней текст пьесы Филатова подвергся многочисленным купюрам.
- Федот — Алексей Жарков;
- Царь — Евгений Евстигнеев;
- Царская дочь — Ирина Муравьёва;
- Маруся — Елена Шанина;
- Нянька — Татьяна Пельтцер;
- Генерал — Леонид Марков;
- Баба Яга — Лия Ахеджакова;
- То, чего не может быть — Юрий Богатырёв;
- Скоморох-потешник — Александр Филиппенко.

В 2001 году был выпущен полнометражный фильм Сергея Овчарова «Сказ про Федота-стрельца», представляющий собой авангардную интерпретацию поэмы. Фильм сильно отходит от первоисточника и получил неоднозначные отзывы в прессе.
В 2008 году на студии «Мельница» создан мультипликационный полнометражный фильм «Про Федота-стрельца, удалого молодца» (режиссёр Людмила Стеблянко). Сюжет мультфильма в целом следует тексту пьесы, но некоторые строчки пропущены (так, голос рассказчика мы слышим только в начале).
В 2011 году в стенах Государственной филармонии Санкт-Петербурга для детей и юношества состоялась премьера одноимённого спектакля в постановке Юрия Томошевского. В 2015 году он поставлен студией творческого развития Константина Хабенского в Казани, а в 2017 году — студией «Дыхание» Константина Хабенского в Тольятти (режиссёр Щелканов В. В.)

### Список экранизаций
- «Про Федота-стрельца, удалого молодца» (исполнение Леонидом Филатовым собственного произведения; 1988)[7].
- «Сказ про Федота-стрельца» (2001)[8].
- «Про Федота-стрельца, удалого молодца» (2008)[9]

### По мотивам пьесы
Пьеса стала настолько популярной в России, что появилась целая серия подражаний, созданных по мотивам пьесы:
- Федот-стрелец фигурирует в романе Юлия Буркина и Сергея Лукьяненко «Остров Русь» (1997).
- В 1990 году в журнале «Химия и жизнь» была опубликована короткая пьеса «Сказка без конца про Федота-молодца» за авторством А. А. Петрова, написанная в таком же сатирическом стиле. В ней Федот и Маруся безуспешно пытаются справиться с застоем в Академии Наук, где правят Князь, Генерал и Нянька[10][значимость факта?].
- В 2016 г. Андрей Аверьянов выпустил моноспектакль «Сказ про Егора, царёву опору, сына Федота-стрельца, удалого молодца» с продолжением сюжета сказки — 30 лет спустя[11][значимость факта?].